# Grijota (kommun)
Grijota är en kommun i Spanien.   Den ligger i provinsen Provincia de Palencia och regionen Kastilien och Leon, i den centrala delen av landet, 200 km norr om huvudstaden Madrid. Antalet invånare är 1 932.